# Neesioscyphus carneus
Neesioscyphus carneus là một loài rêu trong họ Balantiopsaceae. Loài này được Nees Grolle mô tả khoa học đầu tiên năm 1964.